# Classe Gratchonok
La  Classe Gratchonok (en russe : Противодиверсионные катера проекта 21980 «Грачонок»), projet 21980, est une classe de patrouilleurs de marine littorale antisabotage de Russie.

## Historique
En octobre 2017, 4 bateaux additionnels furent commandés par la garde nationale de Russie. Ces bateaux sont chargés de la protection du pont de Crimée.

## Bateaux

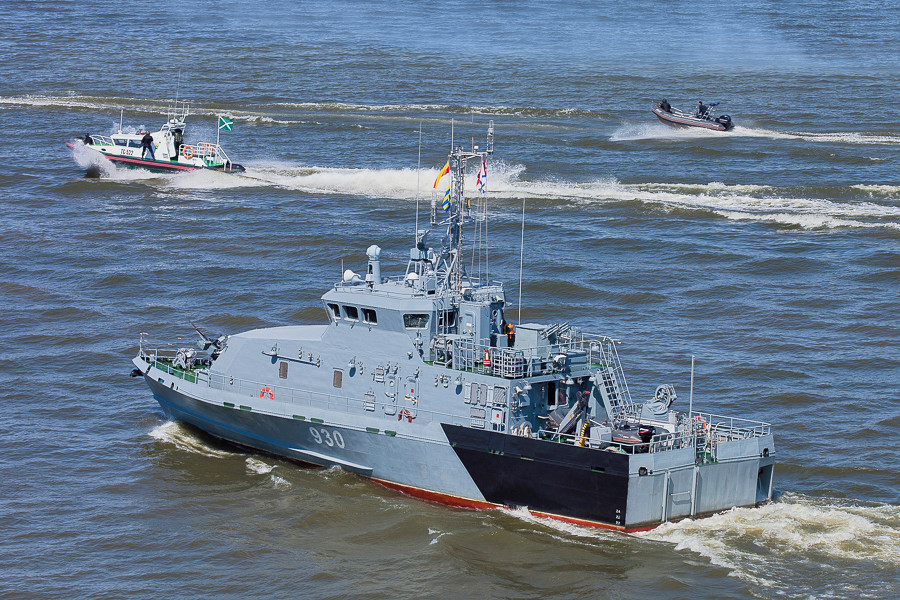

| Nom                      | Hull No.     | Constructeurs                 | Laid down         | Launched         | Commissioned      | Flotte           | Statut             |
| Russian Navy             | Russian Navy | Russian Navy                  | Russian Navy      | Russian Navy     | Russian Navy      | Russian Navy     | Russian Navy       |
| ------------------------ | ------------ | ----------------------------- | ----------------- | ---------------- | ----------------- | ---------------- | ------------------ |
| Nakhimov                 | 889          | chantier naval de Zelenodolsk | 8 February 2008   | 25 April 2009    | 4 May 2010        | Baltic Fleet     | Active,            |
| Kadet                    | 840          | Zelenodolsk Shipyard          | 7 May 2010        | July 2011        | 15 May 2012       | Black Sea Fleet  | Active             |
| Suvorov                  | 841          | Zelenodolsk Shipyard          | 6 May 2011        | 16 June 2012     | 14 November 2012  | Black Sea Fleet  | Active             |
| Kursant-Kirovets         | 842          | Zelenodolsk Shipyard          | 5 May 2012        | April 2013       | 22 August 2013    | Black Sea Fleet  | Active             |
| P-377                    | 996          | Vostochnaya Verf, Vladivostok | 17 May 2012       | 24 June 2013     | 23 February 2014  | Pacific Fleet    | Active             |
| Unarmeec Kaspiya         | 930          | Zelenodolsk Shipyard          | 27 July 2012      | June 2013        | 15 October 2013   | Caspian Flotilla | Active,            |
| Unarmeec Primorya        | 997          | Vostochnaya Verf, Vladivostok | August 2012       | 29 November 2013 | 24 February 2014  | Pacific Fleet    | Active             |
| Unarmeec Kamchatki       | 998          | Vostochnaya Verf, Vladivostok | December 2012     | 4 July 2013      | 25 September 2014 | Pacific Fleet    | Active             |
| Unarmeec Kryma           | 836          | Zelenodolsk Shipyard          | 7 May 2013        | 30 May 2014      | 17 March 2015     | Black Sea Fleet  | Active             |
| Kinel                    | 837          | Zelenodolsk Shipyard          | 27 July 2013      | 2014             | 9 October 2014    | Black Sea Fleet  | Active,            |
| Unarmeec Zapolyarya      | 669          | Vympel Shipyard               | March 2014        | 7 June 2016      | 14 January 2017   | Northern Fleet   | Active             |
| P-421                    | 699          | Vympel Shipyard               | December 2014     | 22 July 2016     | 14 January 2017   | Northern Fleet   | Active             |
| P-433                    | 988          | Zelenodolsk Shipyard          | 12 January 2015   | 2017             | 16 September 2017 | Black sea Fleet  | Active             |
|                          | 989          | Zelenodolsk Shipyard          | 7 May 2015        | 2017             | 2018              |                  | Under construction |
| P-429                    | 936          | Vympel Shipyard               | 15 September 2015 | 27 April 2017    | 27 August 2017    | Northern Fleet   | Active             |
|                          | 999          | Vostochnaya Verf, Vladivostok |                   | 2017             | 2 November 2017   | Pacific Fleet    | Active             |
| Valeriy Fedyanin         | 941          | Vympel Shipyard               | 15 April 2016     | 22 June 2017     | 9 November 2017   | Northern Fleet   | Active             |
| National Guard of Russia |              |                               |                   |                  |                   |                  |                    |
|                          |              | Vympel Shipyard               | 15 May 2018       |                  | by November 2019  |                  | Under construction |
|                          |              | Vympel Shipyard               |                   |                  | by November 2019  |                  | On order           |
|                          |              | Vympel Shipyard               |                   |                  | by November 2019  |                  | On order           |
|                          |              | Vympel Shipyard               |                   |                  | by November 2019  |                  | On order           |